# جورج ديفيد انثون
جورج ديفيد انثون (بالألمانية: Georg David Anthon)‏ هو مهندس معماري ألماني، ولد في 1714 في ألمانيا الشمالية في ألمانيا، وتوفي في 1781.